# Sant'Andrea al Quirinale (titolo cardinalizio)
Sant'Andrea al Quirinale (in latino: Titulus Sancti Andreæ in Quirinali) è un titolo cardinalizio istituito da papa Giovanni Paolo II il 21 febbraio 1998. Il titolo insiste sulla chiesa di Sant'Andrea al Quirinale che, fin dal XVI secolo, è sede del noviziato gesuita.
Dal 24 novembre 2007 il titolare è il cardinale Odilo Pedro Scherer, arcivescovo metropolita di San Paolo.

## Titolari
- Adam Kozłowiecki, S.I. (21 febbraio 1998 - 28 settembre 2007 deceduto)
- Odilo Pedro Scherer, dal 24 novembre 2007